# Alloteratura carinata
Alloteratura carinata är en insektsart som beskrevs av Andrej Vasiljevitj Gorochov 2008. Alloteratura carinata ingår i släktet Alloteratura och familjen vårtbitare. Inga underarter finns listade i Catalogue of Life.